# オリンパス OM-D E-M5
オリンパス OM-D E-M5は、2012年3月にオリンパス（映像事業部。現・OMデジタルソリューションズ）から発売されたマイクロフォーサーズシステムのハイエンドユーザー向けミラーレス一眼カメラシリーズである。

## オリンパス OM-D E-M5（初代）

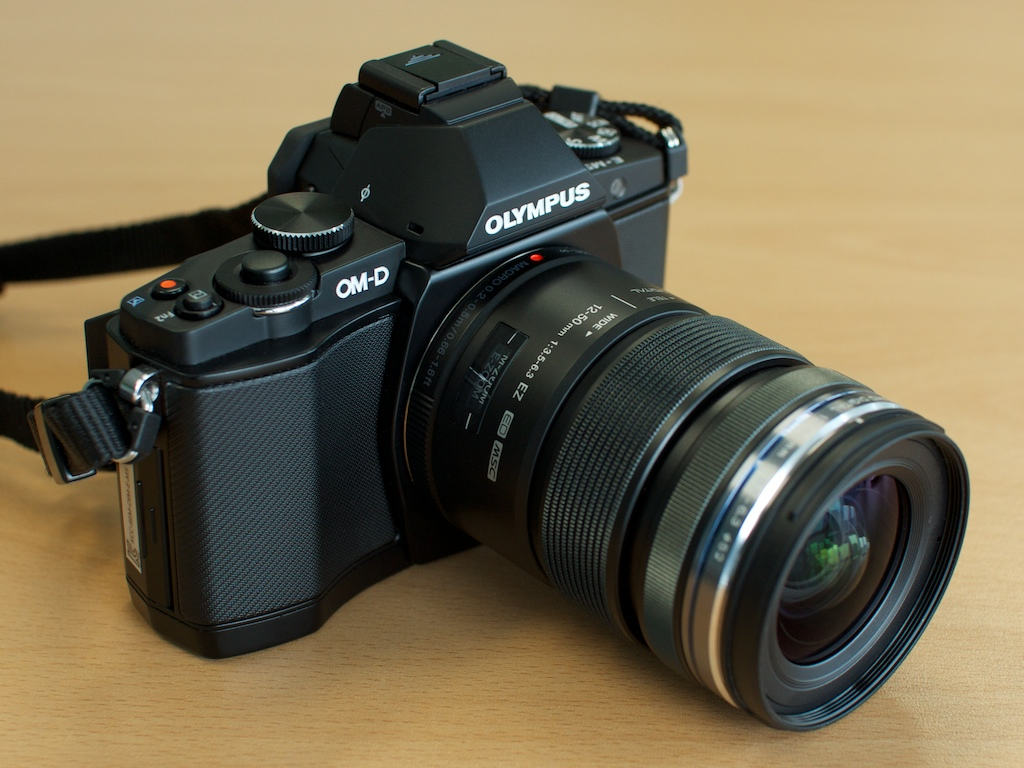
オリンパス OM-D E-M5

### 概要
2012年3月31日発売。オリンパスのマイクロフォーサーズシステムのミラーレス一眼カメラのハイエンド機として発売された。フィルムカメラのオリンパス・ペンの系譜を受け継ぐ先発のペン・シリーズとは異なり、本機はOMシリーズの本格的なシステム一眼の伝統を受け継ぐものと位置付けられる。
小型軽量というOMシリーズの特質を継承するとともに、デザインはOM-1からOM-4までと共通する直線基調の一眼らしいスタイルを備えている。一方、オリンパスE-システムのフラッグシップ機であるオリンパス E-5と同様に、ボディはマグネシウム合金製で、高い防塵・防滴性能を備える。また、世界初の5軸対応手ぶれ補正機構を採用。XY軸の角度ぶれに加え、XY軸の並進方向及びZ軸（光軸）の回転方向のぶれに対応している。イメージセンサーには、新型の1605万画素のLive MOSセンサーを採用。当初は製造元が明かされていなかったが、2012年7月2日にソニー製であることが明言された。

### 主な仕様
| 撮像素子            | 4/3型 Live MOSセンサー 17.3mm×13.0mm                                                                                            |
| 有効画素数          | 1,605万画素 |
| レンズマウント      | マイクロフォーサーズマウント |
| AF方式              | ハイスピードイメージャーAF |
| 測距点              | 35エリア |
| 測光方式            | TTL撮像センサー測光（324分割デジタルESP測光、中央部重点平均測光、スポット測光、スポット測光 ハイライト / シャドーコントロール） |
| 連続撮影            | 約9.0コマ/秒（連写H）、約3.5コマ/秒（連写L）                                                                                    |
| ISO感度             | ISO200 〜 ISO25600 |
| ホワイトバランス    | オート / プリセット（7種） / ワンタッチWB / カスタムWB（2000K〜14000K）                                                         |
| シャッター速度      | 60秒 〜 1/4000秒 |
| 手ぶれ補正          | ボディ内蔵式（撮像センサーシフト式5軸手ぶれ補正）、シャッタースピードで最大約5段分                                              |
| ファインダー        | アイレベル式電子ビューファインダー（約144万ドット）                                                                             |
| 液晶モニタ          | 3.0型可動式有機ELモニター（約61万ドット）                                                                                       |
| 記録媒体            | SD/SDHC/SDXC/UHS-Iメモリーカード                                                                                                |
| 電源                | 専用リチウムイオン充電池 BLN-1                                                                                                  |
| 本体サイズ（W×H×D） | 121(W)×89.6(H)×41.9(D)mm |
| 質量（本体のみ）    | 373g |

## オリンパス OM-D E-M5 Mark II（2代目）

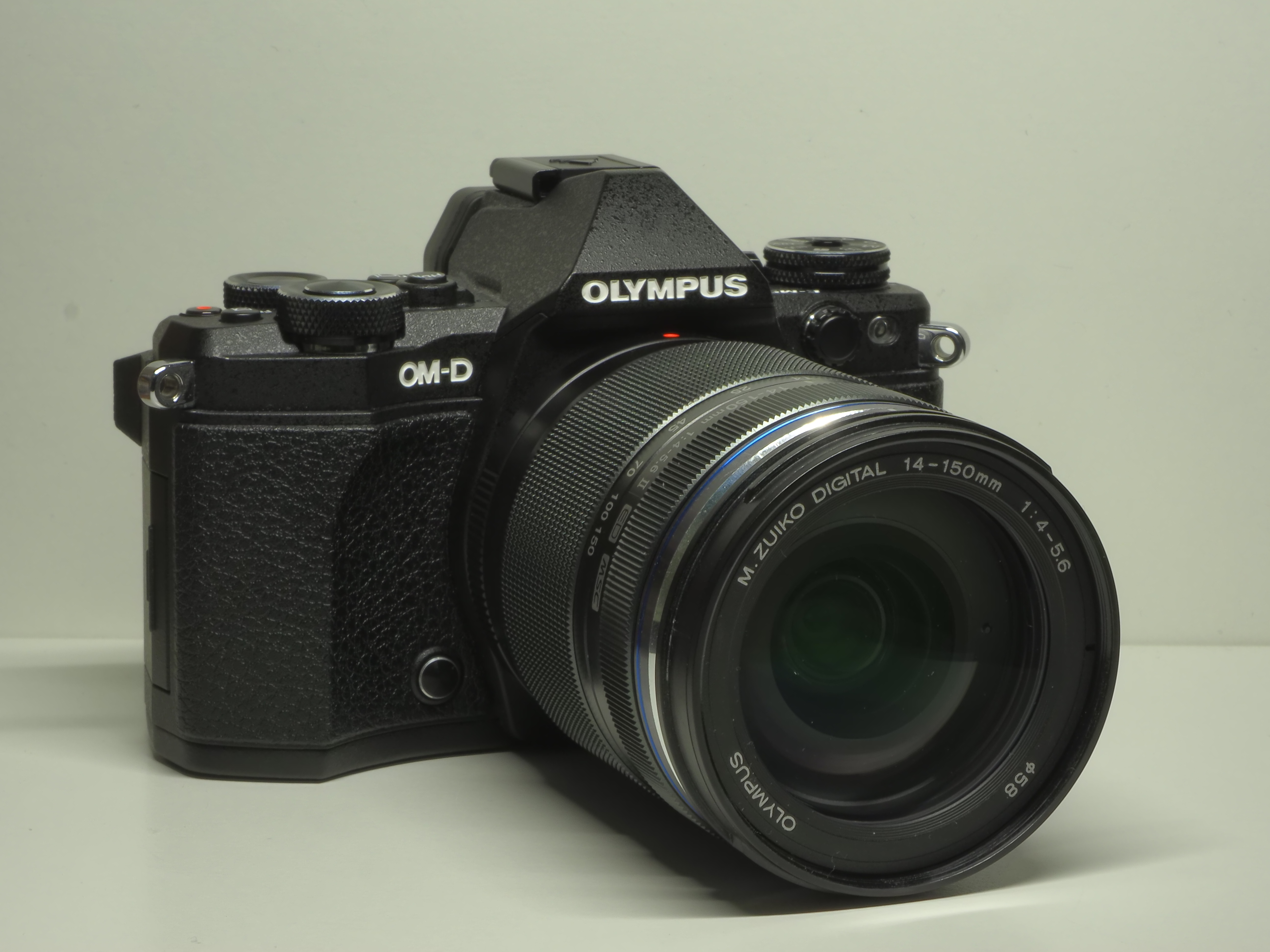
オリンパス OM-D E-M5 Mark IIと高倍率ズームレンズ

### 概要
2015年2月20日発売。
初代に比べ、重量は重くなったものの、測距エリアの拡大や処理エンジンの更新など、E-Ⅿ1並みの性能を実現した。

### 主な仕様（初代からの変更点のみ）
- ファインダーが約236万ドットに大型化
- 背面モニターがバリアングル対応に
- 測距エリアが81エリアに増加
- シャッター速度が1/8000秒に高速化
- 連写速度が[連写H]最高10.0コマ/秒、[連写L]最高5.0コマ/秒に高速化
- 最大連写コマ数がカード容量一杯まで（連写L・5.0fps時）に増加
- ハイレゾショット撮影が可能に（4000万画素相当）
- 深度合成撮影が可能に
- 質量が約469g （CIPA準拠 付属充電池およびメモリーカード含む、アイカップなし）に

## オリンパス OM-D E-M5 Mark III（3代目）

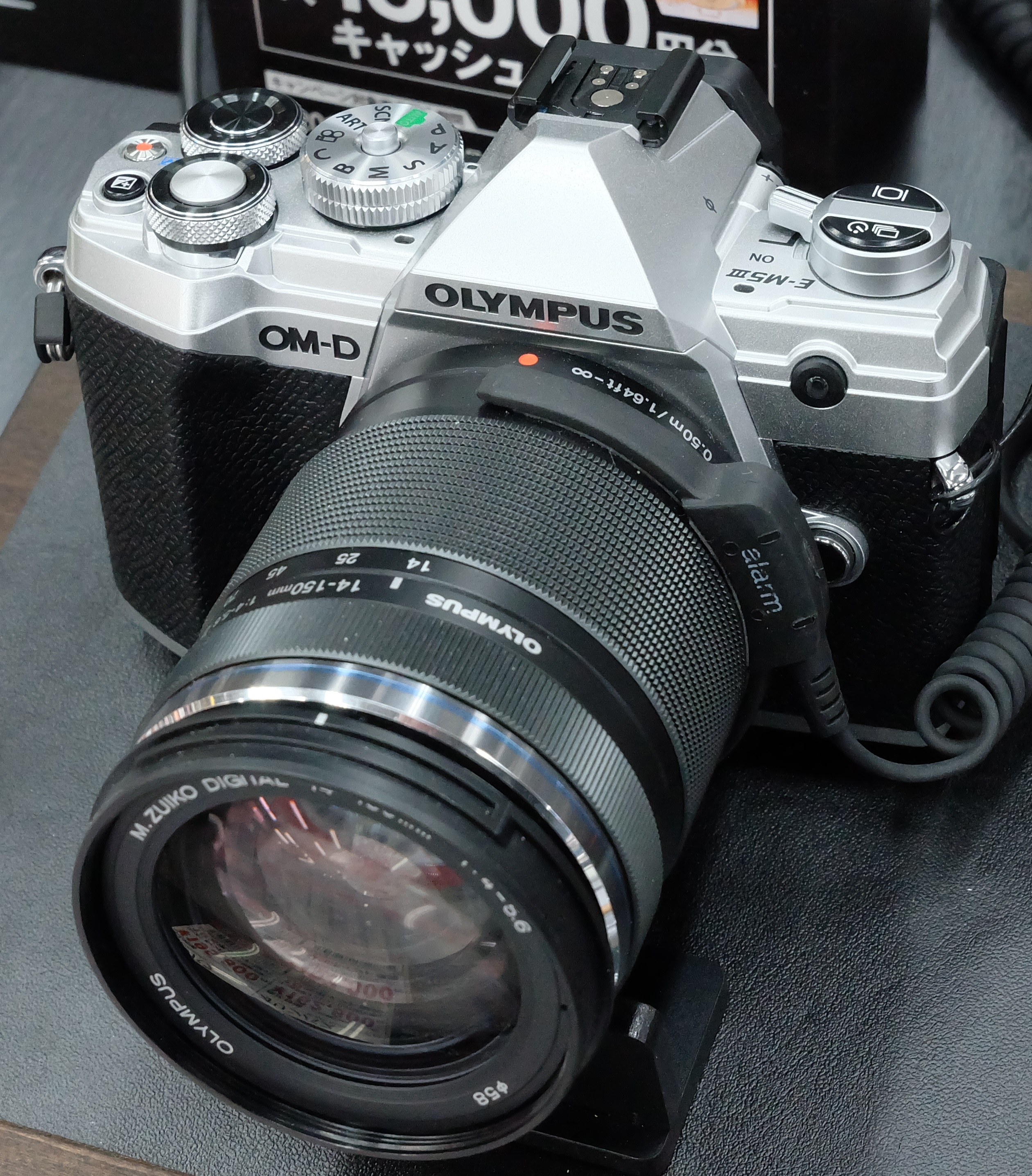
オリンパス OM-D E-M5 Mark III

### 概要
2019年11月22日発売。
上位モデルのE-M1 Mark IIと同じ画像処理エンジンを採用し、さらなる高性能化を図ったモデル。また、ダイヤルなどの設計の見直しや軽量化（ボディーの材質は従来のマグネシウム合金からエンジニアリングプラスチックに変更、充電池はエントリーモデルと同じ小型のものに変更)も施されている。

### 主な仕様(2代目からの変更点のみ)
- 有効画素数が2037万画素に増加
- 手ブレ補正効果が最大5.5段に
- 測距点が121エリアに増加
- 連写速度が[連写H]約10コマ/秒、[連写L]約6コマ/秒に高速化
- プロキャプチャー連写が可能に
- ハイレゾショットの解像力が5000万画素相当に
- 4K動画撮影が可能に
- USB給電が可能に
- 質量が414g（CIPA準拠 付属充電池およびメモリーカード含む、アイカップなし）に